# Michał Dudziewicz
Michał Dudziewicz (ur. 18 kwietnia 1947 w Warszawie) – polski reżyser filmowy i scenarzysta, wykładowca akademicki. Członek Polskiej Akademii Filmowej.

## Życiorys
Absolwent Wydziału Reżyserii Państwowej Wyższej Szkoły Filmowej, Telewizyjnej i Teatralnej im. Leona Schillera w Łodzi w 1969.
Od 2007 jest szefem programowym festiwalu Plus Camerimage.

## Filmografia
- 1967: Godzina uczuć (etiuda szkolna PWSFTviT, reżyseria)
- 1967: Pojedynek (Dudziewicz M.) (etiuda szkolna PWSFTviT, reżyseria, scenariusz)
- 1969: Piękny film i sprawa której nie znasz (etiuda szkolna PWSFTviT, reżyseria)
- 1970: Kaszëbë (współpraca reżyserska)
- 1970: Doktor Ewa (odc.7: Stawka o Życie, obsada aktorska)
- 1971: 5 I 1/2 Bladego Józka (współpraca reżyserska)
- 1971: Zabijcie Czarną Owcę (współpraca reżyserska)
- 1972: Kwiat Paproci (reżyser II)
- 1972: Palec Boży ([reżyser II)
- 1973: Jak to się robi (reżyser II)
- 1974: Katastrofa, część Karuzela, w cyklu Najważniejszy Dzień Życia  (reżyser II)
- 1976: Brunet wieczorową porą (reżyser II)
- 1977: Zaklęty dwór (reżyser II)
- 1977: Pasja (reżyser II)
- 1977: 07 zgłoś się (odc. 5 24 Godziny Śledztwa, odc. 6 Złoty Kielich Z Rubinami, odc. 7 Brudna Sprawa, odc. 8. Dlaczego Pan Zabił Moją Mamę, odc. 9 Rozkład Jazdy, reżyser II)
- 1978: Gra o wszystko (współpraca reżyserska)
- 1980: Miś (współpraca reżyserska)
- 1983: Fucha (reżyseria, scenariusz)
- 1984: The Ninja Mission (reżyseria – II ekipa)
- 1990: Napoleon (odc. 1 Le 18 Brumaire, asystent reżysera)
- 1993: Tu stoję..., 20 lat później w cyklu C'Est Mon Histoire (dialogi, reżyseria, scenariusz)
- 1995: Wyjście na jaw robotników kina k fabryki snów (film dokumentalny, reżyseria)
- 1997: Paradoks o konduktorze (film dokumentalny, reżyseria, scenariusz)
- 1998: Historia istotnej Victorii (film dokumentalny, reżyseria, scenariusz)
- 1999: Motor, dziewczyna i film czyli Cudowny Pierścień Renarta (film dokumentalny, reżyseria, scenariusz)
- 2000: Zbrodnia i... Miłość (film dokumentalny, reżyseria, scenariusz)
- 2001: Misjonarze w Rwandzie (film dokumentalny, reżyseria, scenariusz)
- 2002: Lista Sendlerowej (film dokumentalny, reżyseria, scenariusz)
- 2005: Łukaszowcy N.Y.'39 (film dokumentalny, reżyseria, Scenariusz)
- 2005: Od Potopu do Wesela czyli 30 lat Festiwalu Polskich Filmów Fabularnych (film dokumentalny, realizacja, pomysł filmu)

## Nagrody i wyróżnienia
- 1985: Fucha – Figueira da Foz (MFF) nagroda CIDALC
- 1984: Fucha – Koszalin (KSF "Młodzi i Film") nagroda za debiut reżyserski za debiut średniometrażowy